# Александер Седерлунн
Александер Седерлунн (норв. Alexander Søderlund, нар. 3 серпня 1987, Гаугесун) — норвезький футболіст, нападник клубу «Гаугесун».

## Клубна кар'єра
Займався футболом у команді «Вард Геугесунн» з рідного міста. На початку 2007 року став гравцем основної команди «Вард Гаугесун», взявши участь у 11 матчах третього за рівнем дивізіону чемпіонату Норвегії.
Влітку 2007 року став гравцем італійського клубу «Віртус Ланчано» з Серії С1, де провів сезон 2007/08, проте за основну команду не провів жодного матчу. 
У серпні 2008 року став гравцем італійського «Тревізо» з Серії Б, проте відразу був відданий в оренду в бельгійський «Намюр», де зіграв до кінця року у трьох матчах чемпіонату. На початку 2009 року Седерлунн був відданий в оренду в болгарський «Ботев» (Пловдив).  Проте, не зігравши жодного матчу за клуб, вже в березні Александер покинув команду і в наступному місяці перейшов в оренду в ісландський «Гапнарфйордур», з яким в тому ж сезоні виграв чемпіонат Ісландії, а також став володарем Кубка ісландської ліги та Суперкубка Ісландії.
На початку 2010 року Седерлунн повернувся до Італії, ставши гравцем «Лекко», де виступав до кінця сезону, за підсумками якого команда зайняла останнє місце і вилетіла в четвертий за рівнем дивізіон країни, а Александер повернувся на батьківщину у рідний клуб «Вард Гаугесун».
У січні 2011 року Седерлунн підписав контракт з «Гаугесуном» два роки. 20 березня він дебютував у елітному дивізіоні Норвегії, де його команда зазнала поразки від «Тромсе» (0:2). Всього протягом сезону він забив 15 голів у лізі та кубку і став найкращим бомбардиром клубу сезону 2011. Всього Седерлунн відіграв за команду з Гаугесунна два з половиною сезони своєї ігрової кар'єри. Більшість часу, проведеного у складі «Гаугесуна», був основним гравцем атакувальної ланки команди і одним з головних бомбардирів команди, маючи середню результативність на рівні 0,34 голу за гру першості.
17 червня 2013 року «Русенборг» оголосив про покупку  Седерлунна як заміну Таріку Ельюнуссі, якого тронгеймці продали в німецький «Хоффенгайм». Його контракт був розрахований до кінця 2017 року. Наразі встиг відіграти за команду з Тронгейма 58 матчів у національному чемпіонаті.

## Виступи за збірні
2006 року залучався до складу молодіжної збірної Норвегії. На молодіжному рівні зіграв в одному офіційному матчі.
15 січня 2012 року дебютував в офіційних матчах у складі національної збірної Норвегії у товариській грі проти збірної Данії (1:1). Наразі провів у формі головної команди країни 31 матч, забив 2 голи.
| Дата       | Місто      | Господарі         | Результат | Гості              | Турнір            | Голи | Примітки |
| ---------- | ---------- | ----------------- | --------- | ------------------ | ----------------- | ---- | -------- |
| 15/01/2012 | Бангкок    | Данія             | 1 – 1     | Норвегія           | товариський матч  | -    | 62'      |
| 18/01/2012 | Бангкок    | Таїланд           | 0 – 1     | Норвегія           | товариський матч  | -    | 46'      |
| 21/01/2012 | Бангкок    | Південна Корея    | 3 – 0     | Норвегія           | товариський матч  | -    |          |
| 02/06/2012 | Осло       | Норвегія          | 1 – 1     | Хорватія           | товариський матч  | -    | 84'      |
| 15/08/2012 | Осло       | Норвегія          | 2 – 3     | Греція             | товариський матч  | -    | 63' 67'  |
| 07/09/2012 | Рейк'явік  | Ісландія          | 2 – 0     | Норвегія           | Відбір до ЧС 2014 | -    | 66'      |
| 11/09/2012 | Осло       | Норвегія          | 2 – 1     | Словенія           | Відбір до ЧС 2014 | -    | 89'      |
| 12/10/2012 | Берн       | Швейцарія         | 1 – 1     | Норвегія           | Відбір до ЧС 2014 | -    | 64'      |
| 16/10/2012 | Ларнака    | Кіпр              | 1 – 3     | Норвегія           | Відбір до ЧС 2014 | -    | 46'      |
| 14/11/2012 | Будапешт   | Угорщина          | 0 – 2     | Норвегія           | товариський матч  | -    | 77'      |
| 09/01/2013 | Кейптаун   | ПАР               | 0 – 1     | Норвегія           | товариський матч  | -    | 63'      |
| 22/03/2013 | Осло       | Норвегія          | 0 – 1     | Албанія            | Відбір до ЧС 2014 | -    | 75'      |
| 07/06/2013 | Тирана     | Албанія           | 1 – 1     | Норвегія           | Відбір до ЧС 2014 | -    | 71'      |
| 11/06/2013 | Осло       | Норвегія          | 2 – 0     | Північна Македонія | товариський матч  | -    | 84'      |
| 06/09/2013 | Осло       | Норвегія          | 2 – 0     | Кіпр               | Відбір до ЧС 2014 | -    | 81'      |
| 12/11/2014 | Осло       | Норвегія          | 0 – 1     | Естонія            | товариський матч  | -    | 46'      |
| 16/11/2014 | Баку       | Азербайджан       | 0 – 1     | Норвегія           | Відбір до ЧЄ 2016 | -    | 72' 75'  |
| 08/06/2015 | Осло       | Норвегія          | 0 – 0     | Швеція             | товариський матч  | -    | 46'      |
| 12/06/2015 | Осло       | Норвегія          | 0 – 0     | Азербайджан        | Відбір до ЧЄ 2016 | -    | 68'      |
| 03/09/2015 | Софія      | Болгарія          | 0 – 1     | Норвегія           | Відбір до ЧЄ 2016 | -    |          |
| 06/09/2015 | Осло       | Норвегія          | 2 – 0     | Хорватія           | Відбір до ЧЄ 2016 | -    | 59' 90'  |
| 10/10/2015 | Осло       | Норвегія          | 2 – 0     | Мальта             | Відбір до ЧЄ 2016 | 1    | 76'      |
| 13/10/2015 | Рим        | Італія            | 2 – 1     | Норвегія           | Відбір до ЧЄ 2016 | -    | 60'      |
| 12/11/2015 | Осло       | Норвегія          | 0 – 1     | Угорщина           | Відбір до ЧЄ 2016 | -    | 61'      |
| 24/03/2016 | Таллінн    | Естонія           | 0 – 0     | Норвегія           | товариський матч  | -    | 65'      |
| 29/03/2016 | Осло       | Норвегія          | 2 – 0     | Фінляндія          | товариський матч  | -    | 46'      |
| 26/03/2017 | Белфаст    | Північна Ірландія | 2 – 0     | Норвегія           | Відбір до ЧС 2018 | -    | 63'      |
| 10/06/2017 | Осло       | Норвегія          | 1 – 1     | Чехія              | Відбір до ЧС 2018 | 1    | 71'      |
| 13/06/2017 | Осло       | Норвегія          | 1 – 1     | Швеція             | товариський матч  | -    | 46'      |
| 05/10/2017 | Серравалле | Сан-Марино        | 0 – 8     | Норвегія           | Відбір до ЧС 2018 | -    | 62'      |
| 08/10/2017 | Осло       | Норвегія          | 1 – 0     | Північна Ірландія  | Відбір до ЧС 2018 | -    |          |
| 14/11/2017 | Трнава     | Словаччина        | 1 – 0     | Норвегія           | товариський матч  | -    | 71'      |
| Усього     |            | Матчів            | 32        |                    | Голів             | 2    |          |

## Досягнення
- Чемпіон Ісландії (1):

«Гапнафйордур»:  2009.
- Володар Кубка ісландської ліги (1):

«Гапнафйордур»:  2009.
- Володар Суперкубка Ісландії (1):

«Гапнафйордур»:  2009
- Чемпіон Норвегії (2):

«Русенборг»:  2015, 2018
- Володар Кубка Норвегії (2):

«Русенборг»:  2015, 2018
- Володар Суперкубка Норвегії (1):

«Русенборг»:  2018